# Volksfront für Demokratie und Gerechtigkeit
Die Volksfront für Demokratie und Gerechtigkeit (Tigrinya ህዝባዊ ግንባር ንደሞክራስን ፍትሕን, ህግደፍ, arabisch الجبهة الشعبية للديمقراطية والعدالة, DMG al-Ǧabha aš-Šaʿbiyya li-d-Dīmuqrāṭiyya wa-l-ʿAdāla, italienisch Fronte Popolare per la Democrazia e la Giustizia, englisch People's Front for Democracy and Justice, PFDJ) ist eine politische Partei und zugleich die einzige zugelassene politische Organisation in Eritrea.
Sie ist Nachfolgeorganisation der Eritreischen Volksbefreiungsfront (Fronte Popolare di Liberazione Eritreo, FPLE oder EPLF), die im eritreischen Unabhängigkeitskrieg gegen Äthiopien gekämpft hatte. Die PFDJ wurde am dritten Kongress der EPLF im Februar 1994 geschaffen, an dem sich die EPLF umbenannte und eine Nationale Charta für Eritrea verabschiedete.

## Politische Positionen
Nach eigener Verlautbarung ist sie marxistisch ausgerichtet, entspricht nach mitteleuropäischen Vorstellungen eher afrikanischem Sozialismus und betrachtet sich selbst als offen für alle nationalistischen Eritreer unabhängig von Klassenzugehörigkeit und sonstiger politischer Überzeugung. Vorsitzender ist Isayas Afewerki, der seit der Staatsgründung 1993 Präsident von Eritrea ist. Die Partei selbst betrachtet sich als breite politische Bewegung, die alle von ihr geduldeten politischen Strömungen innerhalb Eritreas umfassen soll. Somit hat sie den Charakter einer Einheitspartei, und Eritrea wird entsprechend als Staat mit Einparteiensystem betrachtet.
Die Empfehlungen der Vereinten Nationen zur staatlichen Unabhängigkeit vom April 1993 missachtend hat die Vorgängerpartei der Eritreischen Volksbefreiungsfront das Land nicht liberalisiert, aber maßgeblich zum Umsturz der alten Regierung beigetragen, nach einer Volksabstimmung den neuen Staat Eritrea ausgerufen und sich dann ein dreiviertel Jahr später in Volksfront für Demokratie und Gerechtigkeit umbenannt. Sie ist damit ein Teil der Umwälzungen der Führungsriege.

## Parteivorsitzende
Die drei Vorsitzenden der Partei Volksfront für Demokratie und Gerechtigkeit waren und sind:
| Parteivorsitzender    | Von  | Bis   |
| --------------------- | ---- | ----- |
| Isayas Afewerki       | 1994 | 1995  |
| Petros Solomon        | 1995 | 1997  |
| Al-Amin Mohammed Seid | 1997 | heute |